# Heiligenstädter Brücke

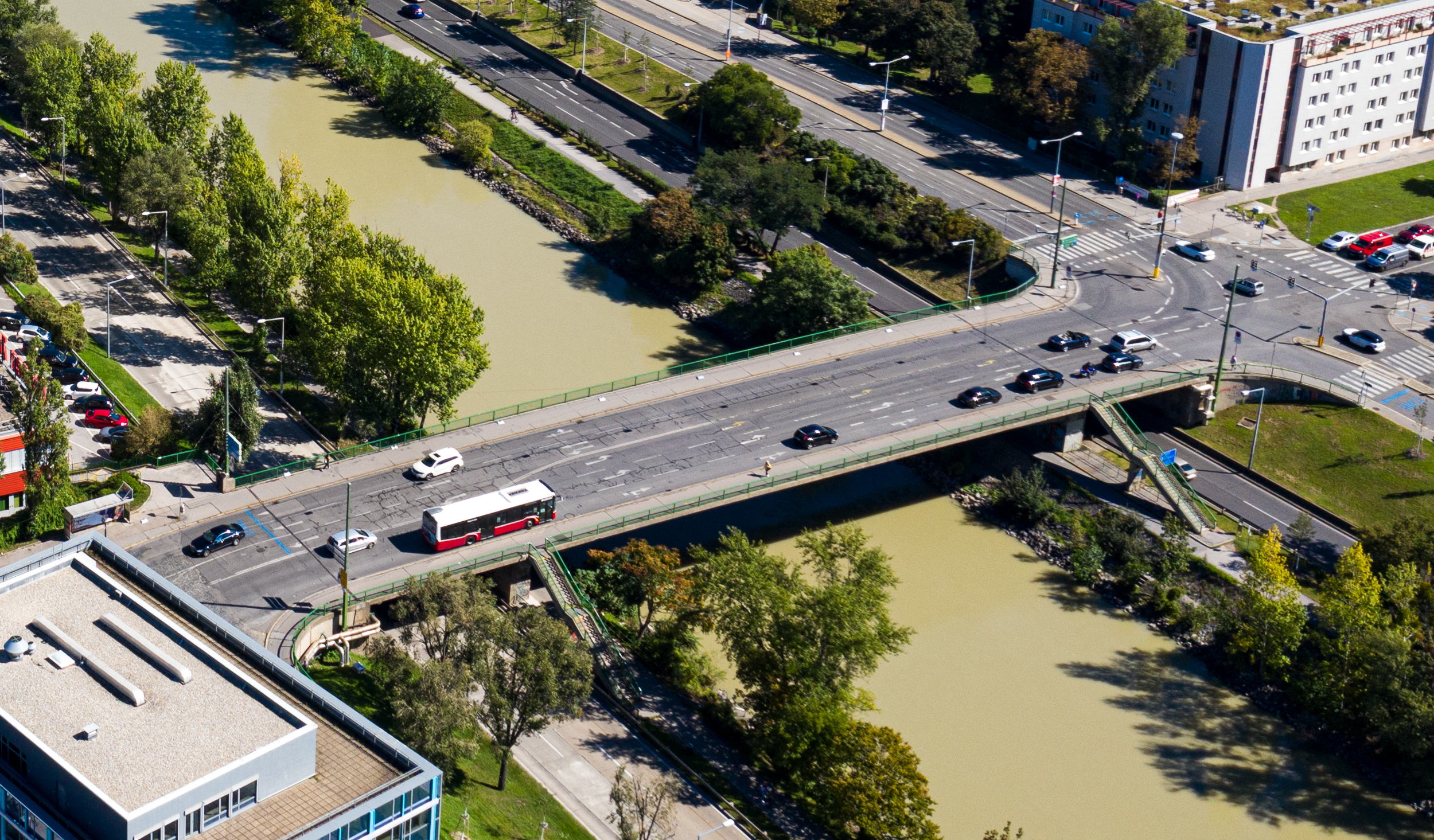
Luftbild von September 2020

Die Heiligenstädter Brücke überquert den Donaukanal in Wien und verbindet die Bezirke Döbling und Brigittenau. 

## Lage

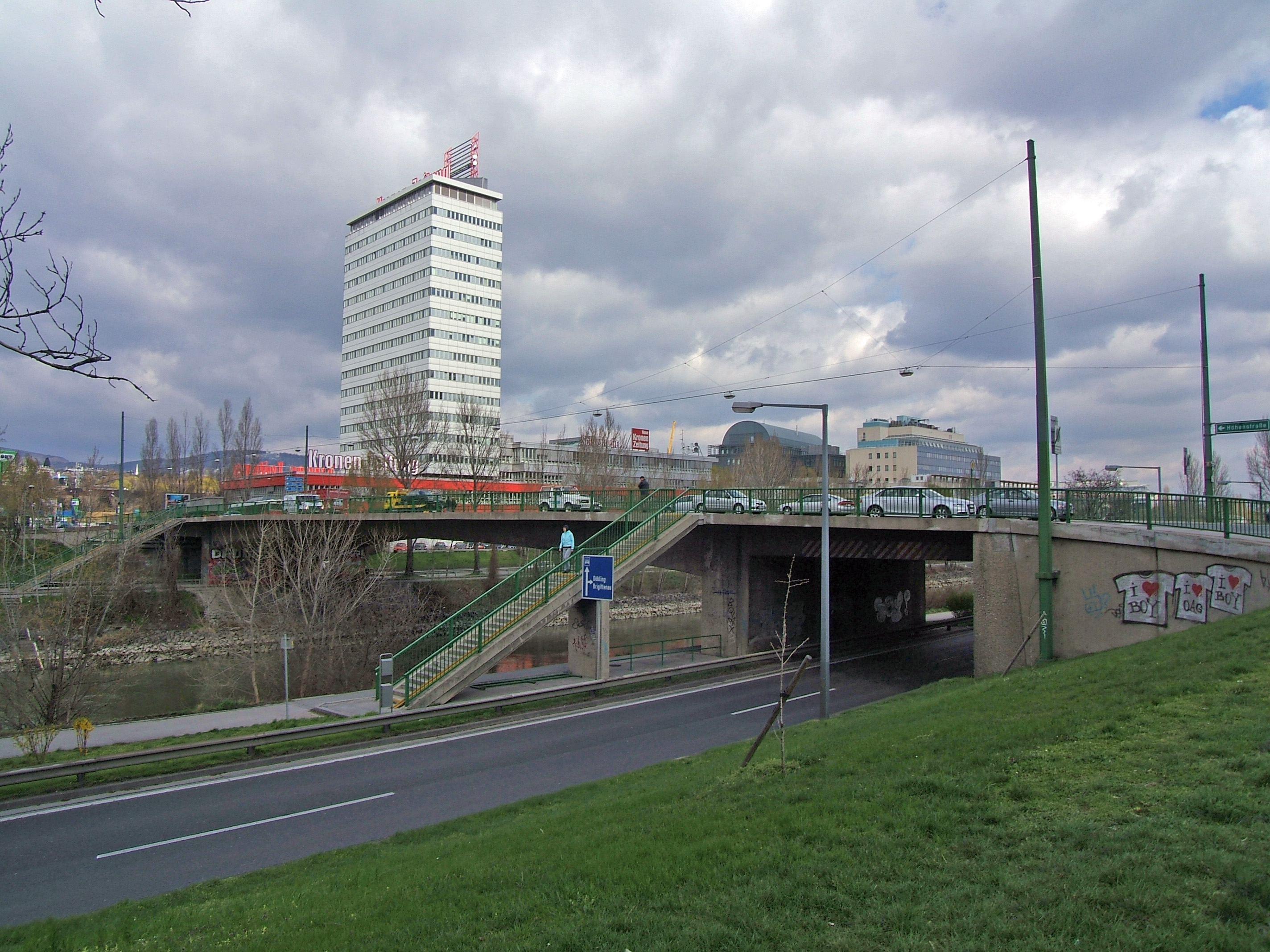
Blick von der Brigittenauer Lände (20. Bzk.) Richtung Pressehaus (19. Bzk.)

Die Heiligenstädter Brücke bildet das Verbindungsstück zwischen der Gunoldstraße in Döbling und der Lorenz-Müller-Gasse in der Brigittenau. Wichtige, naheliegende Gebäude sind auf Döblinger Seite der Bahnhof Heiligenstadt (Franz-Josefs-Bahn), der Sitz der Kronen Zeitung, der leerstehende Turm der APA und der Karl-Marx-Hof, sowie auf Brigittenauer Seite das Dr.-Adolf-Schärf-Heim.

## Geschichte

### 1888–1945
Anlässlich des 40-jährigen Regierungsjubiläums von Kaiser Franz Joseph I. beschloss die Stadt Wien die Errichtung einer Brücke über den Donaukanal. Die Pläne für den Neubau stammten von Karl Haberkalt († 1939; Alter: 82), ausgeführt wurden die Arbeiten von der Firma Gridl aus Wien, fertiggestellt am 18. August 1889. Vom Kaiser wurde der Name „Kaiser-Franz-Joseph-Regierungs-Jubiläums-Brücke“ genehmigt.
Dieser Monstername setzte sich allerdings nicht durch, schon am 4. Oktober 1889 bei der Eröffnung durch den Landmarschall von Niederösterreich, Christian Graf von Kinsky zu Wichnitz und Tettau (1822–1894), wurde die neue Brücke landläufig Heiligenstädter Brücke genannt. Nach dem Zusammenbruch der Donaumonarchie wurde dieser Name 1919 dann amtlich vergeben. Die 61,8 Meter lange und 16 Meter breite, auf den Fahrbahnen mit Holzstöckelpflaster belegte Brücke war zwar für eine Belastung von 18 Tonnen schweren Dampftramwaylokomotiven (1907–1940: Linie 34) konzipiert worden, doch ab 1913 musste der Verkehr über dieses Verkehrsbauwerk eingeschränkt werden, da Ermüdungserscheinungen auftraten. Ab September 1933 durfte bei Querung durch einen Straßenbahnzug kein anderes Fahrzeug gleichzeitig die Brücke belasten. Im April 1945 wurde die Brücke von zurückweichenden deutschen Truppen durch Sprengen zerstört.
Im Zusammenhang mit dem Bau der Brücke wurde in deren nächster Nähe linksseitig des Donaukanals (auf 345 m² Baufläche; ) ein Verzehrungssteuer-Linienamt unter der Bezeichnung „Brigittenau“ errichtet, welches mit der Abfertigung steuerpflichtiger Artikel und mit der Einhebung der Wegmauthgebühren am 4. October 1889, 12 Uhr Mittags begann.

### 1948–1950
Zwischen 1947 und 1948 wurde die Brücke provisorisch instand gesetzt und am 17. Juli von Bürgermeister Theodor Körner als 90. nach dem Krieg instand gesetzte Brücke in Wien eröffnet. Am 27. November 1959 wurde dieses aus Pioniergerät errichtete 550 Tonnen schwere Langzeitprovisorium von 40 Mann 4 ½ Meter kanalaufwärts verschoben, um beim Bau der neuen Brücke nicht im Weg zu sein.

### 1959– heute
Zwischen 1959 und 1961 wurde nach einem Entwurf von Prof. Karl Jäger die Heiligenstädter Brücke als Stahlbetonbrücke neu gebaut. Bürgermeister Franz Jonas eröffnete die neue Brücke am 16. Dezember 1961 laut Rathauskorrespondenz als 136. in Wien (mit den Brücken des ehemaligen Groß-Wien) neu gebaute Brücke.
Ab 2020/2021 soll die Heiligenstädter Brücke im Zuge des großen Brückesanierungsplan der Stadt Wien generalsaniert werden, indem eine zusätzliche Brücke als Ersatz während der Teilsperrung der bestehenden Struktur eingehoben wird. Die Ersatzbrücke soll im Anschluss als Fuß- und Radbrücke bestehen bleiben. Die Fertigstellung der Sanierung ist mit Ende 2022 geplant.

## Sonstiges
Das bis 1945 bestehende Bauwerk war Dreh-/Spielort in dem 1939 veröffentlichten Spielfilm Frau im Strom (Regie: Gerhard Lamprecht, 1897–1974), in dem Hertha Feiler (1916–1970) durch Sprung von der Brücke ihr Leben zu beenden sucht. Im Film wird das Bauwerk Heiligenstädter Brücke benannt, an welcher der Hauptdarsteller Attila Hörbiger (1896–1987) zu Beginn der Handlung einem Straßenbahnzug der (bis 1940 dort verkehrenden) Linie 34 entsteigt.